# وادي الجامع (المخادر)

تعديل مصدري - تعديل

وادي الجامع محلة تابعة لقرية الجامع، التابعة لعزلة السحول بمديرية المخادر إحدى مديريات محافظة إب في الجمهورية اليمنية، بلغ تعداد سكانها 61 حسب تعداد اليمن لعام 2004.